# Juan Carlos Sánchez Martínez
Juan Carlos Sánchez Martínez (* 27. Juli 1987 in Calvià, Balearische Inseln) ist ein spanischer Fußballtorhüter.

## Biografie
Juan Carlos, der auf Mallorca geboren wurde, spielte in seiner Jugend zunächst für den Verein seines Heimatorts, den CD Playas de Calviá. Im Jahre 2003 wurde er vom FC Villarreal verpflichtet und spielte in der Jugend des Vereins. Nach drei Jahren in der Jugend spielte er ab 2006 für die zweite Mannschaft des Vereins, FC Villarreal B. Mit der zweiten Mannschaft stieg er direkt in der ersten Saison in die Segunda División B auf und in der Saison 2008/09 sogar in die Segunda División. Währenddessen gab er am 13. April 2008 gegen UD Almería sein Debüt in der Primera División, nachdem er eingewechselt wurde, da Diego López in der 17. Minute des Feldes verwiesen wurde.
Für die Profimannschaft absolvierte er des Weiteren ein Spiel in der UEFA Europa League und stand beim Copa del Rey fünf Mal zwischen den Pfosten. Nachdem er in der Saison 2011/12 an den Zweitligisten FC Elche ausgeliehen war, kehrte er im Sommer 2012 zu Villarreal zurück, das in seiner Abwesenheit in die Segunda División abgestiegen war. Mit Villarreal konnte er jedoch direkt wieder in die Primera División aufsteigen.
Im Sommer 2015 wechselte er zum Zweitligisten Albacete Balompié. Mit Balompié musste er 2015/16 jedoch in die Segunda División B absteigen.
Zur Saison 2016/17 wechselt er zum Zweitligisten Real Oviedo.